# Crucible
Crucible је други студијски албум хеви метал групе Халфорд. Издат је 2002. године.

## Песме
1. e

На првих 20.000 примерака овог албума постоје следеће две бонус песме:
На јапанском издању овог албума постоје две бонус песме: